# Morti nel 1657
| Questa pagina contiene informazioni ricavate automaticamente dalle voci biografiche con l'ausilio del template Bio e di un bot. L'aggiornamento è periodico e automatico e ricostruisce completamente la pagina. Se manca una persona in questa lista, sei pregato di non aggiungerla, ma accertati piuttosto che la sua voce biografica contenga il template Bio e che i dati anagrafici siano correttamente compilati. Se il template Bio manca, inseriscilo tu stesso o, in alternativa, metti l'avviso {{tmp\|Bio}} che ne segnala la mancanza. Se i dati riportati sono sbagliati, correggi direttamente la voce biografica; le modifiche saranno visibili in questa lista entro pochi giorni. Per chiarimenti vedi il progetto biografie. La lista contiene solo le 116 persone che sono citate nell'enciclopedia e per le quali è stato implementato correttamente il template Bio. Pagina aggiornata al 18 giu 2025. |

## Gennaio(3)
- 24 gennaio - Claudio di Guisa, nobile (n. 1578)
- 25 gennaio - Adriana Basile, cantante e musicista italiana (n. 1586)
- 29 gennaio - Agostino Lampugnani, religioso e scrittore italiano (n. 1586)

## Febbraio(6)
- 3 febbraio - Bartolomeo Ambrosini, botanico, medico e naturalista italiano (n. 1588)
- 7 febbraio - Cesare Dandini, pittore italiano (n. 1596)
- 8 febbraio - Laura Mancini, nobildonna italiana (n. 1636)
- 10 febbraio - Sebastian Stoskopff, pittore e disegnatore tedesco (n. 1597)
- 20 febbraio - Nicoletta di Lorena, duchessa (n. 1608)
- 24 febbraio - Rudolf von Colloredo, militare e politico austriaco (n. 1585)

## Marzo(7)
- 6 marzo - Modesto Gavazzi, arcivescovo cattolico italiano
- 7 marzo - Hayashi Razan, filosofo e scrittore giapponese (n. 1583)
- 15 marzo - Marie-Françoise Giffard, religiosa francese (n. 1634)
- 17 marzo - Johann Baptist Cysat, gesuita, astronomo e matematico svizzero (n. 1587)
- 22 marzo - Edvige di Holstein-Gottorp, nobile tedesca (n. 1603)
- 24 marzo - Partenio III di Costantinopoli, arcivescovo ortodosso greco
- 26 marzo - Jacob van Eyck, musicista olandese (n. 1590)

## Aprile(6)
- 2 aprile - Ferdinando III d'Asburgo, imperatore (n. 1608)
- 2 aprile - Jean-Jacques Olier, presbitero francese (n. 1608)
- 5 aprile - Eva Cristina di Württemberg, nobile tedesca (n. 1590)
- 14 aprile - Federico Ubaldini, letterato e biografo italiano (n. 1610)
- 24 aprile - Sofia Elisabetta di Schleswig-Holstein, contessa danese (n. 1619)
- 29 aprile - Jacques Stella, pittore francese (n. 1596)

## Maggio(7)
- 7 maggio - Nabeshima Katsushige, militare giapponese (n. 1580)
- 9 maggio - William Bradford, politico britannico (n. 1590)
- 10 maggio - Gustav Horn, militare e politico svedese (n. 1592)
- 15 maggio - Francesco Angelo Rapaccioli, cardinale e vescovo cattolico italiano (n. 1605)
- 16 maggio - Andrea Bobola, gesuita e missionario polacco (n. 1591)
- 17 maggio - Johann Rudolf Pfyffer von Altishofen, ufficiale svizzero (n. 1615)
- 25 maggio - Alessandro Bichi, cardinale e vescovo cattolico italiano (n. 1596)

## Giugno(5)
- 3 giugno - William Harvey, medico inglese (n. 1578)
- 8 giugno - Domenico Panaroli, medico e botanico italiano (n. 1587)
- 16 giugno - Fortunio Liceti, medico, filosofo e scienziato italiano (n. 1577)
- 21 giugno - Jan van Ravesteyn, pittore olandese (n. 1572)
- 26 giugno - Tobias Michael, compositore tedesco (n. 1592)

## Luglio(7)
- 4 luglio - Charles Huault de Montmagny, funzionario francese (n. 1601)
- 10 luglio - Alessandro Antelminelli, nobile, avventuriero e diplomatico italiano (n. 1572)
- 14 luglio - Éléonore de Bergh, nobile belga (n. 1613)
- 14 luglio - Piotr Gembicki, vescovo cattolico polacco (n. 1585)
- 17 luglio - Lazzaro Mocenigo, ammiraglio italiano (n. 1624)
- 17 luglio - Eleonora Maria di Anhalt-Bernburg, principessa tedesca (n. 1600)
- 25 luglio - Bohdan Chmel'nyc'kyj, militare ucraino (n. 1596)

## Agosto(6)
- 8 agosto - Barbaro Jacopo Badoer, ammiraglio italiano (n. 1617)
- 14 agosto - Giovanni Paolo Lascaris di Ventimiglia e Castellar, principe (n. 1560)
- 16 agosto - Pieter Soutman, pittore e incisore olandese
- 17 agosto - Robert Blake, ammiraglio inglese (n. 1599)
- 19 agosto - Frans Snyders, pittore fiammingo (n. 1579)
- 29 agosto - John Lilburne, politico inglese

## Settembre(9)
- 3 settembre - Giovanni Francesco Guerrieri, pittore italiano (n. 1589)
- 5 settembre - Pieter van de Venne, pittore olandese (n. 1615)
- 13 settembre - Jacob van Campen, architetto e artista olandese (n. 1596)
- 13 settembre - Gian Giacomo Manecchia, pittore italiano (n. 1597)
- 15 settembre - Joannicius di Alessandria, arcivescovo ortodosso greco
- 18 settembre - Tommaso Redi, scultore e architetto italiano (n. 1602)
- 26 settembre - Olimpia Maidalchini, principessa italiana (n. 1592)
- 27 settembre - Andrea Argoli, matematico, astronomo e astrologo italiano (n. 1570)
- 28 settembre - Emilia Anversiana di Nassau, nobile (n. 1581)

## Ottobre(9)
- 1º ottobre - Benedetto Molli, architetto e gesuita italiano (n. 1597)
- 4 ottobre - Maurizio di Savoia, cardinale e vescovo cattolico italiano (n. 1593)
- 5 ottobre - Bartholomeus Breenbergh, pittore, incisore e disegnatore olandese (n. 1598)
- 6 ottobre - Haji Khalifa, storico, geografo e cartografo turco (n. 1609)
- 9 ottobre - Bernabé Cobo, gesuita, naturalista e scrittore spagnolo (n. 1580)
- 11 ottobre - Filippo Malabayla, religioso e storico italiano (n. 1580)
- 15 ottobre - Hendrik Pot, pittore, disegnatore e miniaturista olandese (n. 1580)
- 20 ottobre - Alessandro Costantini, organista e compositore italiano
- 22 ottobre - Cassiano dal Pozzo, viaggiatore e collezionista d'arte italiano (n. 1588)

## Novembre(7)
- 5 novembre - Carlo II d'Elbeuf, duca francese (n. 1596)
- 7 novembre - Mario Bettini, gesuita, matematico e astronomo italiano (n. 1582)
- 8 novembre - Elia Naurizio, pittore italiano (n. 1589)
- 10 novembre - Giovanni Monaldeschi, nobile e diplomatico italiano (n. 1626)
- 18 novembre - Luca Wadding, francescano e storico irlandese (n. 1588)
- 18 novembre - Ottone di Lippe-Brake, conte tedesco (n. 1589)
- 20 novembre - Menasseh ben Israel, filosofo e rabbino portoghese (n. 1604)

## Dicembre(2)
- 7 dicembre - Agostino Centurione, doge (n. 1584)
- 28 dicembre - Borso d'Este, militare italiano (n. 1605)

## Senza giorno specificato(42)
- Balthasar van der Ast, pittore olandese
- Ayşe Sultan, principessa ottomana
- Giuseppe Badaracco, pittore italiano (n. 1588)
- Giovanni Battista Baiardo, pittore italiano
- David Bailly, pittore olandese (n. 1584)
- Bartolomeo Bianco, architetto italiano (n. 1590)
- Bartolomeo Biscaino, pittore italiano (n. 1629)
- Giovanni Andrea Biscaino, pittore italiano
- Giambattista Bissone, scultore italiano (n. 1597)
- Francesco Bogliano, poeta italiano
- Carlo Borzone, pittore italiano
- Giovanni Battista Borzone, pittore italiano
- Piero Caravita, gesuita italiano (n. 1584)
- Alessandro Casella, scultore e stuccatore svizzero (n. 1596)
- Gian Giacomo Cavalli, poeta italiano (n. 1590)
- Giovanni Luca Chiavari, doge
- Silvestro Chiesa, pittore italiano (n. 1623)
- Estienne Cleirac, avvocato francese (n. 1583)
- Davide Corte, pittore italiano (n. 1602)
- Orazio De Ferrari, pittore italiano (n. 1606)
- Giacomo De Franchi Toso, doge (n. 1590)
- Gilles De Haes, militare fiammingo (n. 1597)
- Simone Gullì, architetto italiano (n. 1585)
- John Hilton, compositore inglese
- Sauvaire Intermet, compositore francese
- Ali Mardan Khan, nobile e militare curdo
- Giovanni Battista Lercari, doge (n. 1576)
- Franciszek Lilius, compositore polacco (n. 1600)
- Richard Lovelace, poeta inglese (n. 1618)
- Jean Mestrezat, teologo francese (n. 1592)
- Giovanni Battista Monti, pittore italiano
- Antoine Le Métel d'Ouville, commediografo, geografo e ingegnere francese (n. 1589)
- Giunio Palmotta, drammaturgo, poeta e traduttore dalmata (n. 1607)
- Giovanni Battista Primi, pittore italiano
- George Radcliffe, politico britannico (n. 1599)
- Acacio Antonio de Ripoll, giurista spagnolo (n. 1577)
- Geertruydt Roghman, incisore olandese (n. 1625)
- Giuliano Rossi, poeta italiano
- Heinrich Stahl, grammatico estone (n. 1600)
- António Teles de Meneses, politico e militare portoghese (n. 1600)
- Orazio Torriani, architetto italiano (n. 1578)
- Arnold Vinnen, giurista olandese (n. 1588)